# Eduard Kern (Rechtswissenschaftler)
Eduard Hugo Robert Otto Kern (* 13. Oktober 1887 in Stuttgart; † 6. März 1972 in Tübingen) war ein deutscher Jurist und Hochschullehrer.

## Leben
Kern wurde als Sohn des Offiziers Hugo von Kern und seiner Ehefrau Freiin Josephine von Scholley geboren. Hugo von Kern hatte sein Adelsprädikat als persönlichen Adel zusammen mit dem Ritterkreuz des Württembergischen Militärverdienstordens erhalten. Hans-Heinrich Jescheck zählt den Bildhauer Leonhard Kern zu den Vorfahren der Familie.
Kern besuchte die Elementarschule in Tübingen sowie die Volksschule in Ellwangen (Jagst). Nach dem Besuch des humanistischen Gymnasiums ebenda studierte Kern von 1905 bis 1910 Rechtswissenschaft in Tübingen und Leipzig. Während des Studiums schloss er sich der Studentenverbindung A.V. Igel Tübingen an. Nach Abschluss der höheren Justizprüfung im Frühjahr 1910 war Kern bis 1913 als Referendar am Königlichen Amtsgericht Ellwangen tätig und promovierte 1912 in Tübingen zum Dr. jur.
Von 1910 bis 1914 diente Kern als Einjährig-Freiwilliger und meldete sich beim Ausbruch des Ersten Weltkriegs als Kriegsfreiwilliger. Er wurde 1915 zum Leutnant der Reserve befördert und erhielt in der Folge das Eiserne Kreuz in den Klassen I und II. 1919 habilitierte sich Kern bei Ernst von Beling in München und lehrte im folgenden Wintersemester als Privatdozent. 1920 heiratete er Eugenie Renz (* 25. Januar 1898). Am 17. Februar 1926 wurde die Tochter Effie geboren.
Im Sommersemester 1920 übernahm er eine Lehrstuhlvertretung in Köln und wurde im Oktober planmäßiger a.o. Professor in Freiburg im Breisgau sowie ab April 1923 ordentlicher Professor für Straf- und Prozessrecht.
Im April 1934 wurde Kern gebeten, das Amt des Universitäts-Rektors zu übernehmen, nachdem das Vorhaben gescheitert war, Freiburger Professoren wie Hans Mortensen zum Rektor zu machen, die dem Nationalsozialismus näher standen, als der liberale und betont rechtsstaatliche Kern. Ein weiterer Grund für seine Ernennung war die Erwartung, dass sich Kern gehorsamer den Nationalsozialisten fügen würde, als sein Vorgänger Martin Heidegger. In seiner Antrittsrede am 29. Mai 1934 sprach Kern davon, die Studenten zu guten Deutschen erziehen, die Universität näher an das Volk binden und das Leistungsprinzip in den Mittelpunkt stellen zu wollen. Gleichzeitig versuchte er, die Wertvorstellungen des Kaiserreichs mit denen des Nationalsozialismus zu verbinden, da der Großteil der Professoren eher wie Kern nationalistisch eingestellt war. Er ließ sich während des Rektorats nicht jeden Vorstoß der Nationalsozialisten gefallen und focht mehrere Konflikte mit ihren Organisationen aus, darunter die Junglehrerschaft, eine Unterorganisation des NS-Lehrerbunds sowie die Deutsche Studentenschaft. Trotz der am 1. April 1935 erlassenen Richtlinien zur Vereinheitlichung der Hochschulverwaltung gelang es Kern, seine anfangs abgelehnten Vorschläge für die Dekanate und das Prorektorat durchzusetzen. Im Zuge seiner Sorge um die Einheit der Universität gelang es ihm u. a. den Streit zwischen Adolf Lampe und Erik Wolf beizulegen, der im Vorfeld zum Rücktritt Heideggers geführt hatte. Gegen die Entfernung des als „Volljuden“ vom Berufsbeamtengesetz erfassten Juristen Fritz Pringsheim ging er nicht vor und sah ein, dass dieser auf Dauer als „Nichtarier“ für den Unterricht an der Universität nicht zu halten war. Er bat jedoch darum, dass ihm ein Forschungsauftrag zugewiesen würde. Antisemitische Äußerungen Kerns sind laut seinem Biografen Bernd Grün nicht überliefert. Am 18. Februar 1935 konnte sich Kern im Rahmen des Rektorvorschlags u. a. gegen Theodor Mayer durchsetzen, der vom NS-Dozentenbund favorisiert worden war. Der Freiburger Oberbürgermeister Franz Kerber beschwerte sich Anfang April 1935 beim Kultusministerium darüber, dass der Universitätssenat unter Kern sich geweigert hatte, dem SPD-Mitglied Adam Remmele die Ehrendoktorwürde abzuerkennen und führte dies auf die „Einflüsse der theologischen Fakultät und des Stahlhelm“ zurück. Kern hatte es im November 1934 dem Ministerium überlassen, über die Entziehung zu entscheiden. Wenige Tage nach Kerbers Beschwerdebrief entzog die Medizinische Fakultät Remmele den Titel, den er für sein Engagement um die Neubauten des Freiburger Uniklinikums erworben hatte.
Im Juli 1935, zu Beginn seiner zweiten Amtszeit, erhielt Kern einen Ruf nach Tübingen, den er am 11. Oktober 1935 annahm. In Tübingen wurde er Nachfolger von August Schoetensack. Nebenbei war er zu dieser Zeit als ordentliches Mitglied und Redner für den NS-Rechtswahrerbund tätig und wurde als Obmann für Soziale Rechtsgestaltung in der NS-Dozentenbundakademie genannt. Bei Letzterem Amt ist nicht sicher, ob er jemals Vorträge hierzu gehalten hat, was u. a. daran liegt, dass er sich bei der Wehrmacht befand, als die Obmann-Liste mit seinem Namen entstand. So hatte er 1936 und 1938 an Reserveübungen teilgenommen, bevor er am 26. August 1939 eingezogen wurde. Als Hauptmann, Kompaniechef und zuletzt Bataillonsführer wurde er später an der Ostfront eingesetzt und schied im Dezember 1941 aus dem Dienst aus, nachdem er im Oktober 1941 bei Wjasma mehrere leichte Verwundungen erlitten hatte. Kern erhielt u. a. Spangen zu seinen Ehrenkreuzen des Weltkrieges sowie das silberne Verwundetenabzeichen. Er hielt mehrere Vorträge zu seinen Kriegserlebnissen, zu denen auch Kriegsverbrechen gehörten, wie die Vollstreckung von juristisch nicht abgesicherten Todesurteilen an Polen. 
Im April 1944 verfasste er die Denkschrift Die Entwicklung des Verhältnisses zwischen Rechtspflege und Verwaltung seit der Mitte des 18. Jahrhunderts. Darin kritisierte er in deutlichen Worten den Machtverlust der Justiz gegenüber der Verwaltung, insbesondere der Polizei, die faktische Immunität der Polizei, die sich der ordentlichen Gerichtsbarkeit entzogen hatte und ohne rechtliche Grundlage oder richterliche Genehmigung Strafen von der KZ-Haft bis zur Todesstrafe nicht nur verhängte, sondern auch vollzog. Am Ende der Denkschrift forderte der Jurist in Abgrenzung von den Praktiken der Gestapo eine von der Verwaltung unabhängige Justiz mit ausschließlicher Zuständigkeit für "alle echten Strafsachen", ferner das "strenge Verbot der Folter", die Öffentlichkeit von Strafverfahren sowie die "Kontrolle des Urteils durch Rechtsmittel und Wiederaufnahme". Die unveröffentlichte Denkschrift sandte Kern an das Reichsministerium der Justiz, das sie jedoch anscheinend nicht kommentierte. Später nutzte er die Denkschrift, um zu belegen, dass er als Jurist zu den Rechtsverletzungen des Nationalsozialismus nicht geschwiegen hatte.
Kern engagierte sich gegen Kriegsende für die Wiedereingliederung von Kriegsheimkehrern und übernahm den Vorsitz des Tübinger Studentenwerks. Eine von ihm befehligte Volkssturm-Einheit aus Tübingen, die am 18. oder 19. April 1945 nach Rottenburg marschieren sollte, um dort eingesetzt zu werden, löste Kern laut einem Gutachten von Otto Herding eigenmächtig auf und schickte die Menschen nach Hause.
Nach Kriegsende musste sich Kern sowohl vor den universitären Reinigungsausschüssen in Tübingen (französische Zone) verantworten, als auch – bedingt durch seinen dortigen Grundbesitz – vor der Spruchkammer in Ellwangen (Ostalb) (amerikanische Zone). Die französische Besatzungsjustiz ließ ihn nach ungefähr vier Wochen zurück ins Amt. Das Verfahren vor der Ellwanger Spruchkammer zog sich wesentlich länger hin und erforderte mehr Gutachten als die Reinigungsausschüsse. Diese kamen unter anderem von Walter Eucken, Joseph Sauer, Sigurd Janssen und Julius Merkl und führten letzten Endes dazu, dass Kern auch hier als „entlastet“ eingestuft wurde. Hierzu trug zudem wesentlich bei, dass Kern im Frühjahr 1945 Alex-Victor von Frankenberg und Ludwigsdorff zur Flucht verholfen hatte, als dessen „Liquidierung akut“ geworden war. Allerdings fror die französische Besatzungsmacht Kerns Vermögen ein, auf das er erst am 18. November 1946 wieder zugreifen konnte.
Mit Wiedereröffnung der Universität zum Wintersemester 1945/46 durfte Kern als ordentlicher Professor wieder Vorlesungen halten. 1950/51 wurde er zum Dekan der Juristischen Fakultät gewählt. Da kein Nachfolger vorhanden war, konnte Kern nicht wie geplant 1952 emeritiert werden, sondern war bis zum Ende des Wintersemesters 1955/56 im Amt. In dieser Zeit veröffentlichte er mehrere Lehrbücher, die mehrfach aufgelegt und überarbeitet wurden. Auch nach seiner Emeritierung, im Jahr 1965, veröffentlichte er mit Das Seelenleben des Verbrechers einen Band, der aus einer Vorlesungsreihe hervorgegangen war. Zudem arbeitete er als freiwilliger Richter an Gerichten in Freiburg und Tübingen.
Eduard Kern verstarb am 6. März 1972, drei Jahre nach seiner Ehefrau, in seinem Haus am Tübinger Österberg.

## Politik
Kern war 1913/14 Mitglied der Jungliberalen Vereinigung in Ellwangen. Nach dem Ersten Weltkrieg gehörte er 1919/20 der Deutschen Demokratischen Partei (DDP) an. Von 1933 bis 1935 war er Mitglied des Stahlhelms. Nachdem man Kern im Herbst 1944 für eine leitende Position in der Kreisstabsführung des Volkssturms ausgewählt hatte, wurde er rückwirkend ab 1940 als Mitglied der NSDAP eingetragen. Nach dem Zweiten Weltkrieg schloss Kern sich der FDP an, hatte jedoch gegen Ende seines Lebens ein skeptischeres Verhältnis zur Partei.

## Veröffentlichungen (Auswahl)
- Die systematische Abgrenzung der Verbrechenselemente bei der Beleidigung (= Strafrechtliche Abhandlungen, Bd. 144). Schletter, Breslau 1912 (= Dissertation Universität Tübingen).
- Die Äusserungsdelikte. Mohr, Tübingen 1919.
- Ausnahme-Gerichte (= Recht und Staat in Geschichte und Gegenwart, Bd. 27). Mohr, Tübingen 1924.
- Neue Formen erlaubter und unerlaubter Ausspielungen. Drei Rechtsgutachten. Bensheimer, Mannheim 1925.
- Der gesetzliche Richter (= Öffentlich-rechtliche Abhandlungen, Bd. 8). Liebmann, Berlin 1927.
- Zur Strafrechtsreform. Drei Vorträge. Bensheimer, Mannheim 1927.
- Der Rechtsstaatsgedanke im Strafrecht und Strafverfahrensrecht von der Reichsgründung bis zur Gegenwart (= Freiburger Universitätsreden, Bd. 9). Speyer & Kaerner, Freiburg 1933.
- Die Überleitung der Justiz auf das Reich (= Freiburger Universitätsreden, Bd. 15). Wagner, Freiburg 1934.
- Das Führertum in der Rechtspflege (= Freiburger Universitätsreden, Bd. 18). Wagner, Freiburg 1935.
- Die Grundgedanken des neuen Gerichtsverfassungsgesetz (= Recht und Staat in Geschichte und Gegenwart, Bd. 119). Mohr, Tübingen 1936.
- Der Aufgabenkreis des Richters. Ein Überblick (= Recht und Staat in Geschichte und Gegenwart, Bd. 124). Mohr, Tübingen 1939.
- Anleitung zur Bearbeitung von Strafrechtsfällen. Biederstein, München 1947 (7. Aufl. Beck, München 1970).
- Rechtsfälle des täglichen Lebens mit Lösungen. Kohlhammer, Stuttgart 1948 (5. Aufl. 1963).
- Gerichtsverfassungsrecht. Ein Studienbuch. Biederstein, München 1949 (5. Aufl. Beck, München 1975, ISBN 3-406-03648-1).
- Strafverfahrensrecht. Ein Studienbuch. Biederstein, München 1949 (8. Aufl. Beck, München 1967, spätere Auflagen bearbeitet von Claus Roxin).
- (mit Eberhard Schmidhäuser): Strafrechtsfälle. Bd. 2: Aus dem Besonderen Teil des STGB. Beck, München 1950 (5. Aufl. Beck, München 1978, ISBN 3-406-01691-X).
- Kirche und Staat in der Gegenwart. R. v. Decker, Hamburg 1951.
- (mit Eberhard Schmidhäuser): Strafrechtsfälle. Bd. 1: Aus dem Allgemeinen Teil des STGB. 2. Aufl. Beck, München 1952 (7. Aufl. 1975, ISBN 3-406-05698-9).
- Rechsfälle aus dem Zivilprozeß. Beck, München 1953.
- Geschichte des Gerichtsverfassungsrechts. Beck, München 1954.
- Das juristische Studium in Baden-Württemberg und sein Abschluss durch die Referendarprüfung und die Promotion. Boorberg, Stuttgart 1958.
- Das Lebensmittelrecht der Süßwarenwirtschaft. Wagner, Hamburg 1960.
- Der Strafschutz des Staats und seine Problematik (= Recht und Staat in Geschichte und Gegenwart, Bd. 270/271). Mohr, Tübingen 1963.
- Vom Seelenleben des Verbrechers. Allgemeine Betrachtungen. Kriminalistik, Hamburg 1964.